# 在胎週数
在胎週数（ざいたいしゅうすう）とは、産科領域で用いられる医学用語。真の妊娠期間との違いについても述べる。

## 概要
月経開始とともに徐々に卵子が育っていって排卵後、約2週間が経過して妊娠していなかった場合には次の月経が開始されるが、受精卵が着床した場合には月経は起きない。女性の性周期は、個人差はあるが平均で28日前後であるため、前回の月経開始日がわかれば大体の受精の期日がわかることになる。
ただしこれはあくまでも推定であり、性周期には個人差があって正常範囲だけでも25～38日程度と幅広く、中には性周期が不定である女性もいる（月経不順）。このため真の妊娠期間を知ることは困難であるが、妊娠期間の把握は妊娠中の胎児の発育の管理、出生した児が必要とする医療の決定（特に早産児の場合）などに重要な役割を果たす。
このため、真の妊娠期間とは差があることを理解した上で、便宜上の妊娠期間の目安として在胎週数を用いる。

## 在胎週数の数え方
性周期が一定していて、28日前後である場合、妊娠前の最後の月経開始日（=0週0日）から数えた週数を在胎週数とする。
例えば、前回の月経開始日が5月15日であった場合、8月12日（89日後）は在胎12週5日である。
しかし性周期が不定である場合、この方法では真の妊娠期間とのずれが大きくなる。このような場合には、妊娠初期の胎児の大きさ（個人差が少ない）から在胎週数を推定する。また、エコー診断が発達した現代の産科においては、性周期が安定していた人でも最終月経を起算日とする方法をとるのは胎児が確認できる前のごく初期だけで、その後胎児の大きさから在胎週数の推定に微修正を加える場合が多い。予め基礎体温の測定やエコーによる卵胞の発育観察を行っていたり、周期中の性交が1日のみしか存在しないなど、高い確度で排卵時期の特定が可能な場合は、推定排卵日を2週0日とみなして在胎週数を数えていくこともある。
なお、妊婦検診を受けていない場合など、出生後に在胎週数が不明であることが問題になることがある。このような場合、児の体格からだけでは在胎週数を知ることは困難である（妊娠後期には体格の個人差が大きいため）。このような場合、児の神経学的発達の程度や、皮膚、体毛などの発育状態から在胎週数を推定する方法がある（Dubowitz スコア、New Ballard スコアなど）。

### 妊娠月数の数え方
｢妊娠何か月｣と表現するとき、この｢月」は0ではなく1から始まる｢数え月｣で表現される。
また、産科では、暦日の1か月が30～31日なのとは異なり、4週＝28日を「1か月」と扱う。
先ほどの例えで5月15日が最終月経開始日であれば、6月11日までが妊娠1か月、6月12日から7月9日が妊娠2か月、7月10日から8月6日までは妊娠3か月…となり、妊娠10か月の満了時が分娩予定日である。
このため、妊娠1か月目のほとんどは、実際には未だ妊娠が成立していない期間である（在胎2週ごろに排卵が起きて受精が行われ、着床が完成するまでには更に数日を要して、3週初～半ばごろに妊娠成立となる）。生理予定日を迎えても月経が始まらなかった時点で、既に妊娠2か月に入っている。例えば「妊娠3か月」と言う場合、原因となった性交渉からは暦日で1か月半もたたないうちにその時期に入る。
|          | 妊娠月数 | 妊娠週数   | 最終月経開始日からの日数 | 出生した新生児 | 詳細                             |
| -------- | -------- | ---------- | ------------------------ | -------------- | -------------------------------- |
| 妊娠初期 | 1か月    | 0週        | 0〜6日                   |                |                                  |
| 妊娠初期 | 1か月    | 1週        | 7〜13日                  |                |                                  |
| 妊娠初期 | 1か月    | 2週        | 14〜20日                 |                |                                  |
| 妊娠初期 | 1か月    | 3週        | 21〜27日                 |                |                                  |
| 妊娠初期 | 2か月    | 4週        | 28〜34日                 |                |                                  |
| 妊娠初期 | 2か月    | 5週        | 35〜41日                 |                |                                  |
| 妊娠初期 | 2か月    | 6週        | 42〜48日                 |                |                                  |
| 妊娠初期 | 2か月    | 7週        | 49〜55日                 |                |                                  |
| 妊娠初期 | 3か月    | 8週        | 56〜62日                 |                |                                  |
| 妊娠初期 | 3か月    | 9週        | 63〜69日                 |                |                                  |
| 妊娠初期 | 3か月    | 10週       | 70〜76日                 |                |                                  |
| 妊娠初期 | 3か月    | 11週       | 77〜83日                 |                |                                  |
| 妊娠初期 | 4か月    | 12週       | 84〜90日                 |                |                                  |
| 妊娠初期 | 4か月    | 13週       | 91〜97日                 |                |                                  |
| 妊娠初期 | 4か月    | 14週       | 98〜104日                |                |                                  |
| 妊娠初期 | 4か月    | 15週       | 105〜111日               |                |                                  |
| 妊娠中期 | 5か月    | 16週       | 112〜118日               |                |                                  |
| 妊娠中期 | 5か月    | 17週       | 119〜125日               |                |                                  |
| 妊娠中期 | 5か月    | 18週       | 126〜132日               |                |                                  |
| 妊娠中期 | 5か月    | 19週       | 133〜139日               |                |                                  |
| 妊娠中期 | 6か月    | 20週       | 140〜146日               |                |                                  |
| 妊娠中期 | 6か月    | 21週       | 147〜153日               |                |                                  |
| 妊娠中期 | 6か月    | 22週       | 154〜160日               | 早産児 preterm | extremely preterm (22–27 weeks)  |
| 妊娠中期 | 6か月    | 23週       | 161〜167日               | 早産児 preterm | extremely preterm (22–27 weeks)  |
| 妊娠中期 | 7か月    | 24週       | 168〜174日               | 早産児 preterm | extremely preterm (22–27 weeks)  |
| 妊娠中期 | 7か月    | 25週       | 175〜181日               | 早産児 preterm | extremely preterm (22–27 weeks)  |
| 妊娠中期 | 7か月    | 26週       | 182〜188日               | 早産児 preterm | extremely preterm (22–27 weeks)  |
| 妊娠中期 | 7か月    | 27週       | 189〜195日               | 早産児 preterm | extremely preterm (22–27 weeks)  |
| 妊娠後期 | 8か月    | 28週       | 196〜202日               | 早産児 preterm | very preterm (28–31 weeks)       |
| 妊娠後期 | 8か月    | 29週       | 203〜209日               | 早産児 preterm | very preterm (28–31 weeks)       |
| 妊娠後期 | 8か月    | 30週       | 210〜216日               | 早産児 preterm | very preterm (28–31 weeks)       |
| 妊娠後期 | 8か月    | 31週       | 217〜223日               | 早産児 preterm | very preterm (28–31 weeks)       |
| 妊娠後期 | 9か月    | 32週       | 224〜230日               | 早産児 preterm | moderately preterm (32–33 weeks) |
| 妊娠後期 | 9か月    | 33週       | 231〜237日               | 早産児 preterm | moderately preterm (32–33 weeks) |
| 妊娠後期 | 9か月    | 34週       | 238〜244日               | 早産児 preterm | late preterm (34–36 weeks)       |
| 妊娠後期 | 9か月    | 35週       | 245〜251日               | 早産児 preterm | late preterm (34–36 weeks)       |
| 妊娠後期 | 10か月   | 36週       | 252〜258日               | 早産児 preterm | late preterm (34–36 weeks)       |
| 妊娠後期 | 10か月   | 37週       | 259〜265日               | 正期産児 term  | early term (37–38 weeks)         |
| 妊娠後期 | 10か月   | 38週       | 266〜272日               | 正期産児 term  | early term (37–38 weeks)         |
| 妊娠後期 | 10か月   | 39週       | 273〜279日               | 正期産児 term  | full term (39–40 weeks)          |
| 妊娠後期 |          | 40週       | 280〜286日               | 正期産児 term  | full term (39–40 weeks)          |
| 妊娠後期 | 41週     | 287〜293日 | late term (41 weeks)     | 正期産児 term  |                                  |
| 妊娠後期 | 42週     | 294〜300日 | 過期産児 posterm         |                |                                  |
| 妊娠後期 | 43週     | 301〜307日 | 過期産児 posterm         |                |                                  |

上記は日本で用いられている方法であるが、海外では、妊娠1か月目を6週間（排卵日ごろから起算した場合の4週間分に相当）、妊娠9か月目を6週間（4週ごろから正期産の時期に入る）とり、妊娠月数を満9か月とする数え方もある。

## 在胎週数と出産
分娩予定日とは、在胎40週0日のことである。受精からはおよそ38週（=266日=暦日で8か月20日強）程である。ただし、必ずしも予定日に分娩が行われるのが正常というわけではなく、予定日を挟む前後計5週間ほどの期間は正期産となる。
出産の時期については、以下のように分類される。（日本の場合、2006年現在）
- 流産…在胎21週6日までの分娩。生存の可能性はないと考えられている。[注釈 1]
- 早産…在胎22週0日から36週6日まで。
- 正期産…在胎37週0日から在胎41週6日まで。
- 過期産…在胎42週以降の分娩。